# Atletismo nos Jogos Pan-Americanos de 1979 - 1500 m masculino
A prova dos 1500 m masculino nos Jogos Pan-Americanos de 1979 foi realizada em San Juan, Porto Rico.

## Medalhistas
| Ouro                         | Prata                           | Bronze                       |
| Don Paige USA Estados Unidos | Todd Harbour USA Estados Unidos | Agberto Guimaraes BRA Brasil |

## Resultados
| Posição           | Nome              | Nacionalidade      | Tempo  | Notas |
| ----------------- | ----------------- | ------------------ | ------ | ----- |
| Medalha de ouro   | Don Paige         | USA Estados Unidos | 3:40.5 |       |
| Medalha de prata  | Todd Harbour      | USA Estados Unidos | 3:41.5 |       |
| Medalha de bronze | Agberto Guimaraes | BRA Brasil         | 3:41.5 |       |
| 4                 | Eduardo Castro    | MEX México         | 3:42.1 |       |
| 5                 | John Craig        | CAN Canadá         | 3:42.6 |       |
| 6                 | Peter Spir        | CAN Canadá         | 3:46.0 |       |
| 7                 | Michael Watson    | BER Bermudas       | 3:46.3 |       |
| 8                 | José González     | VEN Venezuela      | 3:46.7 |       |